# Fronteira agrícola
Fronteira agrícola é o avanço da unidade de produção capitalista sobre o meio ambiente, terras cultiváveis e terras de agricultura familiar. A fronteira agrícola está ligada com a necessidade de maior produção de alimentos, criação de animais sob a demanda internacional de importação destes produtos. Além disso, seu crescimento acelerado está ligado à ausência de políticas públicas eficazes e o controle fiscal inoperante, fatores que condicionam, por exemplo, a compra de terra por valores baratos.

## Fronteira agrícola no Brasil
O Brasil possui 850 milhões de hectares em seu território. Estima-se que 350 milhões são agricultáveis. Cana-de-açúcar e soja ocupam em torno de 9 milhões e 24 milhões de hectares respectivamente. Já para a criação de gado, no território brasileiro cerca de 211 milhões de hectares são utilizados para a pastagem extensiva. Apesar do grande espaço utilizado para a criação de animais, a produtividade para cabeças de boi é considerada baixa, uma vez que temos poucas cabeças de boi por hectare. Para aumentar a produção de cereais e carne, agricultores e pecuaristas estendem a fronteira de suas fazendas adquirindo mais terras, a chamada fronteira agrícola. O sensoriamento remoto no estudo do desmatamento da floresta amazônica por instituições americanas como Environmental Research Letters mostra que a soja é vetor que contribui para este aumento do espaço ocupado a sua produção.

## Problemas causados pelo avanço da fronteira agrícola
Conforme o avanço da fronteira e a derrubada de florestas, de áreas de meio ambiente e áreas antes ocupadas por agricultura familiar ocorrer, problemas começam a emergir como conflitos ambientais. O avanço do desmatamento na Floresta Amazônica por exemplo, reduz o espaço antes utilizado por comunidades indígenas, também aumenta a pressão no governo com o impulso de movimentos sociais que lutam pela divisão de terras, e um melhor aproveitamento de terras já ocupadas na sua produção. Cabe a Justiça Ambiental mediar todos os valores econômicos, sociais, culturais do uso da terra por diferentes pessoas e seus pontos de vista, para que estes conflitos sejam amenizados.

## Aumento da fronteira agrícola e sua necessidade
Para um melhor uso do espaço ocupado em novas terras da Amazônia foi criado um projeto chamado Amazônia Legal que visa não só melhorar o nível produtivo na área ocupada, como reduzir o desmatamento a zero. Permite o estudo e o emprego de tecnologia na biodiversidade local, permite eco-turismo, em geral é uma forma de absorver todos os recursos naturais e culturais conservando o meio ambiente necessário ao nosso planeta. Conforme a população mundial continuar crescendo, a necessidade de se aumentar a produção de alimentos e o avanço em terras continuará existindo, até que a população se estabilize ou o nível de produção fique bastante elevado já nos hectares utilizados, pois a demanda por alimento é maior que a produção mundial.
Cientistas e técnicos defendem que o espaço no território ocupado pela pastagem precisa ser melhor aproveitado para que o desmatamento realizado a fim de novas pastagens seja feito somente quando saturar o uso do terreno já aproveitado.